# Sicurezza umanitaria
La sicurezza umana è un paradigma per comprendere le vulnerabilità globali i cui sostenitori sfidano la nozione tradizionale di sicurezza nazionale attraverso la sicurezza militare sostenendo che il riferimento appropriato per la sicurezza dovrebbe essere rapportato a livello umano piuttosto che nazionale.
La sicurezza umana rivela una comprensione della sicurezza incentrata sulle persone e coinvolge multidisciplinarmente una serie di campi di ricerca, tra cui studi sullo sviluppo, relazioni internazionali, studi strategici e diritti umani. Il Rapporto sullo sviluppo umano del 1994 del Programma delle Nazioni Unite per lo sviluppo è considerato una pubblicazione fondamentale nel campo della sicurezza umana, in quanto sostiene che garantire la "libertà dal bisogno" e la "libertà dalla paura" per tutte le persone è il percorso migliore per affrontare il problema dell'insicurezza globale.
Chi critica questo concetto sostiene spesso che la sua vaghezza ne mina l'efficacia, che è diventato poco più che un veicolo per gli attivisti che desiderano promuovere determinate cause e che non aiuta la comunità di ricerca a capire cosa significa sicurezza né aiuta il legislatore a sviluppare buone politiche. In alternativa, altri studiosi hanno sostenuto che il concetto di sicurezza umana dovrebbe essere ampliato per comprendere la sicurezza militare: "In altre parole, se questa cosa chiamata "sicurezza umana" è incentrata sul concetto di "umano", allora affronta direttamente la questione della condizione umana. Così intesa, la sicurezza umana non sarebbe più il vago e amorfo complemento di aree di sicurezza più complesse come la sicurezza militare o la sicurezza statale"ref> Paul James, Human Security as a Left-Over of Military Security, or as Integral to the Human Condition, in Paul Bacon and Christopher Hobson (a cura di), Human Security and Japan's Triple Disaster, London, Routledge, 2014,  p. 73.</ref>.
Affinché la sicurezza umana possa sfidare le disuguaglianze globali, è necessaria la cooperazione tra la politica estera di un paese e il suo approccio alla salute globale. Tuttavia, gli interessi dello Stato hanno continuato a mettere in ombra gli interessi delle persone. Ad esempio, la politica estera del Canada, delle "three Ds", è stata criticata per aver enfatizzato la difesa più che lo sviluppo.